# Rossella Fiamingo
Rossella Fiamingo (née le 14 juillet 1991 à Catane) est une escrimeuse italienne, spécialiste de l'épée, qu’elle manie de la main gauche. Elle a appartenu au Gruppo Sportivo Forestale et, depuis sa dissolution en 2016, elle est au Centro Sportivo Carabineri.
Elle est double championne du monde en individuel, ce qui lui assure une qualification pour les jeux olympiques de Rio, en 2016, où elle remportera la toute première médaille en individuel de l’histoire de l’épée italienne, une médaille d’argent, en s’inclinant face à la numéro un mondial, Emese Szasz-Kovacs.
Parallèlement à sa carrière sportive, Rossella est aussi diplômée de piano du conservatoire, aussi, elle commence en avril 2017 à créer une série de vêtements vendus chez ZdSport sous le nom « Rossypuppy », un de ses surnoms.

## Carrière sportive

### Début très jeune
Avant de débuter l’escrime, Rossella a fait du ballet toute petite ainsi que de la gymnastique rythmique quelque temps après, un sport qui lui convenait parfaitement, jusqu’à ce que son frère la pousse à commencer l’escrime, car il en faisait lui-même et Rossella le suivait à toutes ses compétitions ; après quelques refus de principe, elle finit par accepter sous l’impulsion de son père.
Âgée de seulement six ans, la jeune Fiamingo tente de s’inscrire dans un club, mais on lui refuse l’entrée car elle est trop petite, elle débutera un an plus tard sous l’égide du maître d’armes Giovanni Sperlinga au même club que son frère, à savoir l’« AS Methodos Catania », un club de la ville de Sant'Agata li Battiati, proche d’où elle réside.

### Premières victoires
Après quelques années d’entraînement, en 2004, Rossella est sélectionnée pour tirer dans l’équipe nationale cadet d’Italie – avec un surclassement simple, elle ne remportera aucun titre durant cette sélection, mais ce premier contact avec le haut-niveau plaît à Rossella et lui permet de s’élever en individuel. En effet, c’est en 2007 qu’elle remporte son premier grand titre international, puisqu’elle est sacrée championne d’Europe à Novi Sad, titre dont elle ne se contentera pas puisqu’elle remporte les championnats du monde l’année suivante, dans son pays natal, à Acireale.

### Ascension en U23
Rossella continue à enchaîner les titres en remportant en U20 (moins de 20 ans) le titre de championne d’Europe deux années consécutives, en 2009 et 2010, ce qui lui permet d’entrer au groupe sportif Forestale.
Elle remportera pour celui-ci, en individuel, le titre européen 2010 à Gdansk ainsi que de nombreux titres par équipe : la compagnie Forestale sera en effet quintuple championne d’Italie après l’arrivée de Fiamingo. Trois podiums dont une finale en 2012 lui permettent de se qualifier pour aller aux Jeux olympiques de Londres, en 2012, avec l’équipe d’Italie, devenant ainsi la plus jeune italienne à jamais avoir participé à cette compétition.

### Londres et années inter-olympiades
Aux Jeux olympiques de Londres, Rossella termine septième, éliminée par la chinoise Sun Yujie lors des dernières secondes de la minute supplémentaire ; elle obtiendra le même classement, 7e, lors de l’épreuve par équipes.
Ces défaites aux Jeux n’empêchent pas Rossella de persévérer, elle remporte en effet dès l’année suivante, en 2013, la médaille d’or aux Jeux méditerranéens. Titre dont elle ne se contentera pas puisqu’elle deviendra la seconde italienne de l’histoire à être championne du monde d’épée, en remportant la médaille d’or aux championnats du monde à Kazan.
Elle conservera d’ailleurs ce titre deux années consécutive, en remportant à nouveau la première place à Moscou, en 2015.

### Médaille olympique et suite
Première italienne au monde à remporter deux titres à l’épée, Rossella se qualifie en 2016 pour les Jeux de Rio, elle s’entraîne très dur pour parvenir à son objectif de médaille ; ces efforts seront payants, puisqu’elle remportera, à deux touches de la hongroise Emese Szász, une médaille d’argent.
Depuis 2017, à la suite de la dissociation du groupe Forestale, Fiamingo intègre le groupe sportif Carabinieri, où elle réalisera comme première performance un podium aux championnats d’escrime d’Italie. Au niveau mondial, Rossella remporte son premier Grand Prix à Budapest en mars 2017.
En 2024, lors des Jeux olympiques de Paris, elle remporte sa première médaille d'or olympique en gagnant la finale par équipes face aux françaises à la mort subite.

## Autre vie

### Diplômée de piano
Parallèlement à sa carrière de sportive, Rossella est une pianiste diplômée du conservatoire ; elle sort en 2013 diplômée de pianoforte de l’institut musical Vincenzo Bellini à Catane. Elle confie en 2015 que le piano l’aide à se relaxer et à détendre ses doigts. Depuis toute petite, Rossella cultive le goût de la musique et de l’art en général, en effet, elle passe une partie de sa scolarité au lycée artistique F. Brunelleschi d’Acireale.

### Gamme de vêtements
En avril 2017, Rossella lance, en partenariat avec Allstar Italie, sa marque de vêtements, en rapport avec l’escrime. Les illustrations des T-shirt représentent tous Rossella, ou plutôt RossyPuppy – un personnage qu’elle a créé et qui lui ressemble beaucoup. Six modèles sont actuellement vendus sur le site ZdSport, montrant diverses situations du début du match à la lame cassée. L’objectif de ces T-shirt est de permettre à ses supporters d’avoir un objet physique qu’ils puissent apporter pour les dédicaces.

### Études universitaires
Rossella Fiamingo entre mi-2014 en faculté de diététique, à l’UNICT, une université de Catane. Le directeur de l’université l’accueille chaleureusement mais pointe du doigt l’absentéisme, qui pourrait être un problème car Rossella reste en parallèle sportive de haut niveau.

## Palmarès
- Jeux olympiques
  -  Médaillée d’argent aux Jeux olympiques d'été de 2016 à Rio de Janeiro
  -  Médaillée de bronze aux Jeux olympiques d'été de 2020 à Tokyo
  -  Médaillée d'or par équipes aux Jeux olympiques d'été de 2024 à Paris

- Championnats du monde
  -  Médaillée d'or individuelle en 2014 à Kazan.
  -  Médaillée d'or individuelle en 2015 à Moscou.
  -  Médaillée d'argent par équipes en 2022 au Caire.
  -  Médaillée d'argent par équipes en 2023 à Milan.
  -  Médaillée de bronze par équipes en 2011 à Catane.
  -  Médaillée de bronze par équipes en 2014 à Kazan.
  -  Médaillée de bronze par équipes en 2019 à Budapest.
  -  Médaillée de bronze en individuel en 2022 au Caire.

- Championnats d'Europe
  -  Médaillée d'or par équipes en 2024 à Bâle.
  -  Médaillée d'argent en individuel en 2015 à Montreux.
  -  Médaillée d'argent en individuel en 2022 à Antalya.
  -  Médaillée d'argent par équipes en 2022 à Antalya.
  -  Médaillée de bronze par équipes en 2014 à Strasbourg.
  -  Médaillée de bronze par équipes en 2015 à Montreux.
  -  Médaillée de bronze par équipes en 2019 à Düsseldorf.
  -  Médaille de bronze par équipes aux championnats d'Europe 2023 (Jeux européens) à Cracovie
  -  Médaillée de bronze par équipes en 2025 à Gênes.